# Сентервил (Северна Каролина)
Сентервил (енгл. Centerville) град је у америчкој савезној држави Северна Каролина.

## Демографија
По попису из 2010. године број становника је 89, што је 10 (-10,1%) становника мање него 2000. године.
| Група             | 2000.      | 2010.      |
| Белци             | 92 (92,9%) | 82 (92,1%) |
| Афроамериканци    | 7 (7,1%)   | 3 (3,4%)   |
| Азијати           | 0 (0,0%)   | 0 (0,0%)   |
| Хиспаноамериканци | 0 (0,0%)   | 4 (4,5%)   |
| Укупно            | 99         | 89         |